# Monti Scandinavi
I Monti scandinavi (in svedese Skanderna, Fjällen o Kölen, in norvegese Kjølen), sono una catena montuosa della penisola scandinava. I monti scandinavi coprono la maggior parte della Norvegia, la Svezia nordoccidentale e digradando a livello collinare sfiorano una piccola parte dell'estremo nord della Lapponia finlandese. 

## Caratteristiche
Il versante occidentale della catena digrada in maniera ripida nel Mar del Nord e nel Mare di Norvegia, formando i famosi fiordi della Norvegia. Nella Norvegia meridionale la catena presenta una serie di massicci montuosi, solcati da valli profonde che raggiungono spesso il mare e circondati da ghiacciai e laghi. In quest'area sono presenti i due maggiori monti della catena, Galdhøpiggen (2.469 m s.l.m.) e Glittertind (2.464 m s.l.m.)

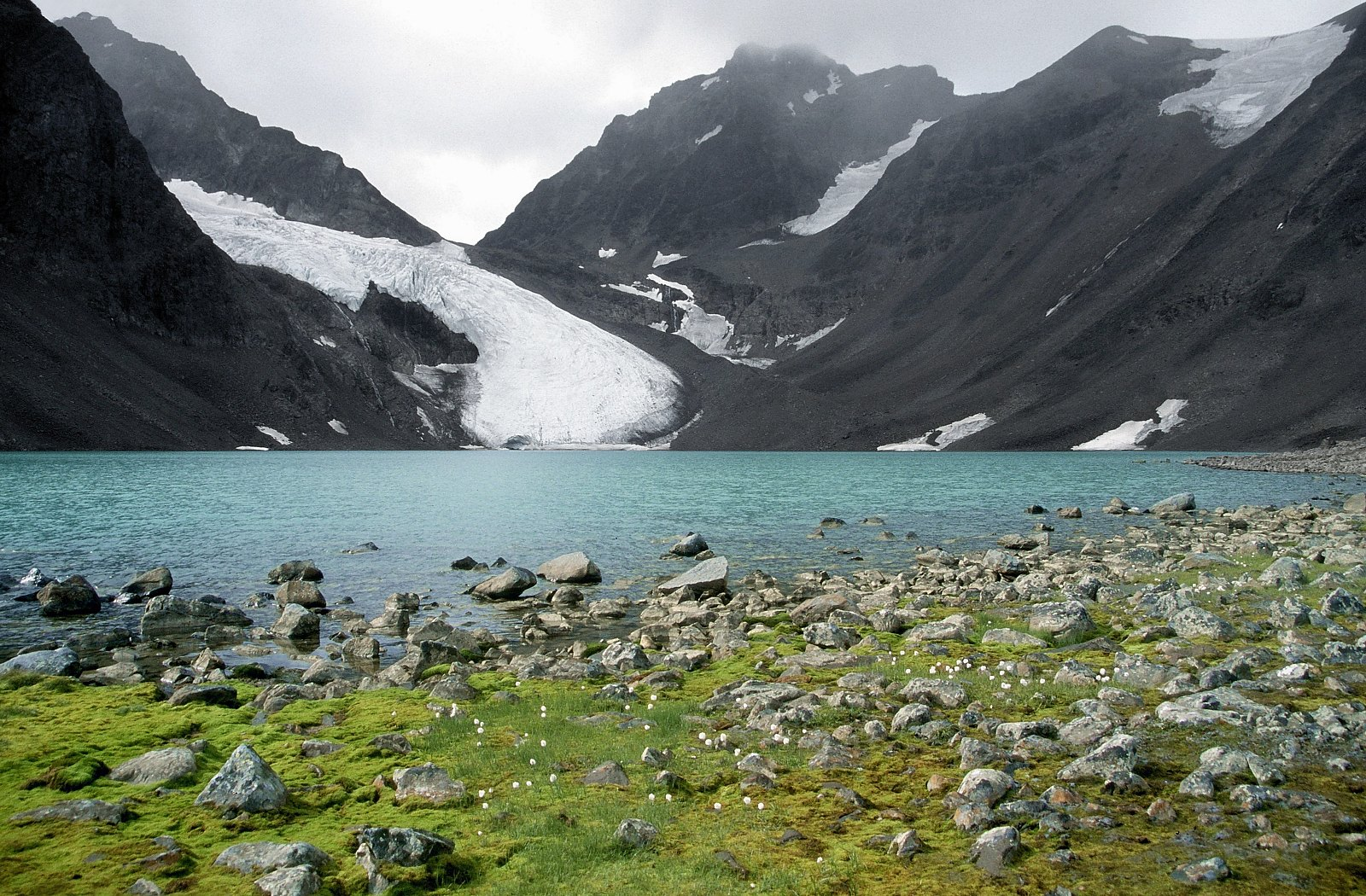
Il lago Darfáljávri e la lingua settentrionale del ghiacciaio Isfallsgraciären nella valle di Tarfala (Darfálvággi) vicino Kebnekaise/Giebmegáisi, Lapponia (Svezia).

Dal lato nordorientale il sistema montuoso termina più dolcemente, estendendosi verso la Finlandia. Nella parte settentrionale i Monti Scandinavi determinano i confini tra Norvegia, Svezia e Finlandia. Essi si presentano come poco più di colline in vicinanza di Capo Nord. La lunghezza del sistema montuoso, da Stavanger alla penisola di Varanger, è di circa 1700 km; la larghezza massima, tra le località norvegesi di Kristiansund e Hamar, è pari a 320 km.
I rilievi della catena non si presentano particolarmente elevati. Tuttavia la latitudine settentrionale e l'umidità provocata dalle correnti dell'alto Atlantico causano la glaciazione e quindi la presenza di molti ghiacciai anche a quote non particolarmente elevate. La cima più elevata della catena in territorio svedese è Kebnekaise (2.103 m s.l.m.), mentre Halti (1.328 m s.l.m.) è il rilievo maggiore della Finlandia.
Il sistema montuoso scandinavo è geologicamente connesso con le montagne della Scozia, dell'Irlanda e, al di là dell'Oceano, con i Monti Appalachi del Nord America, in quanto parte della cosiddetta orogenesi caledoniana, verificatasi nel Paleozoico;  catena prima della disgregazione dell'originario supercontinente Pangea.

## Suddivisione

Le sezioni che compongono i Monti Scandinavi.

Peter Lennon suddivide l'intera catena montuosa in sei zone principali, le quali sono formate a loro volta da diverse sezioni. Questa suddivisione non copre la totalità dei Monti Scandinavi, trascurando in particolar modo la parte sud-orientale.
| Zona                          | Sezione | Gruppi                                                    | Vetta culminante         | Altezza |
| ----------------------------- | ------- | --------------------------------------------------------- | ------------------------ | ------- |
| Svezia artica                 | A1      | Kebnekaise                                                | Picco Sud del Kebnekaise | 2 102 m |
| Svezia artica                 | A2      | Parco nazionale Sarek                                     | Sarektjåkkå Stortoppen   | 2 089 m |
| Svezia artica                 | A3      | Parchi nazionali Padjelanta e Stora Sjöfallet             | Akka Stortoppen          | 2 016 m |
| Norvegia artica               | B1      | Estremo Nord                                              | Ádjit                    | 1 408 m |
| Norvegia artica               | B2      | Troms e Alpi di Lyngen                                    | Jiehkkevárri             | 1 833 m |
| Norvegia artica               | B3      | Lofoten e Vesterålen                                      | Møysalen                 | 1 262 m |
| Norvegia artica               | B4      | Sulitjelma, Blåmannsisen, Tysfjord, Narvik                | Suliskongen              | 1 907 m |
| Norvegia artica               | B5      | Svartisen, Saltfjellet, Okstindan, Beiarn                 | Oksskolten               | 1 916 m |
| Altopiani centrali di confine | C1      | Børgefjell e montagne del Västerbotten e Jämtland svedesi | Norra Sytertoppen        | 1 768 m |
| Altopiani centrali di confine | C2      | Gruppo del Sylarna                                        | Helagsfjället            | 1 796 m |
| Catena dei fiordi             | D1      | Trollheimen                                               | Trolla                   | 1 850 m |
| Catena dei fiordi             | D2      | Alpi di Romsdal                                           | Store Venjetinden        | 1 852 m |
| Catena dei fiordi             | D3      | Alpi di Sunnmøre e Reinheimen                             | Gråhø i Lesja            | 2 014 m |
| Catena dei fiordi             | D4      | Jostedalsbreen, Breheimen e Ålfot                         | Hestbrepiggene           | 2 172 m |
| Catena dei fiordi             | D5      | Stølsheimen e Voss/Mjølfjell                              | Stiganosi                | 1 761 m |
| Montagne centrali             | E1      | Rondane e Dovrefjell                                      | Snøhetta                 | 2 286 m |
| Montagne centrali             | E2      | Jotunheimen                                               | Galdhøpiggen             | 2 469 m |
| Montagne centrali             | E3      | Hallingskarvet e Filefjell                                | Folarskardnuten          | 1 933 m |
| Altopiani del sud             | F1      | Hardangervidda                                            | Sandfloegga              | 1 721 m |
| Altopiani del sud             | F2      | Rogaland/Setesdal                                         | Kistenuten               | 1 647 m |

## Rilievi maggiori in Norvegia

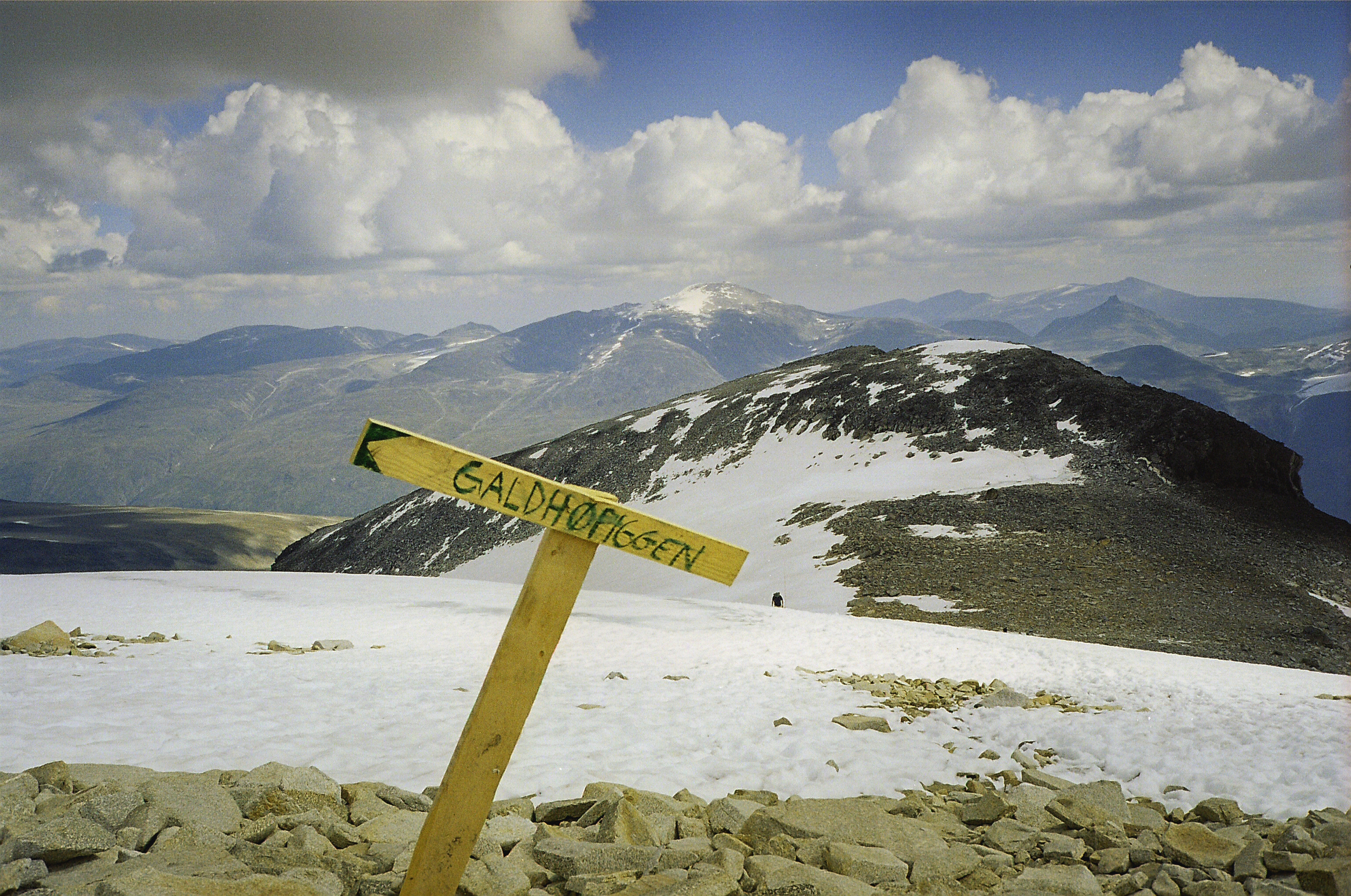
Galdhøpiggen, il monte più alto della catena (2.469 m s.l.m.) e dell'intera Europa settentrionale, Innlandet (Norvegia).

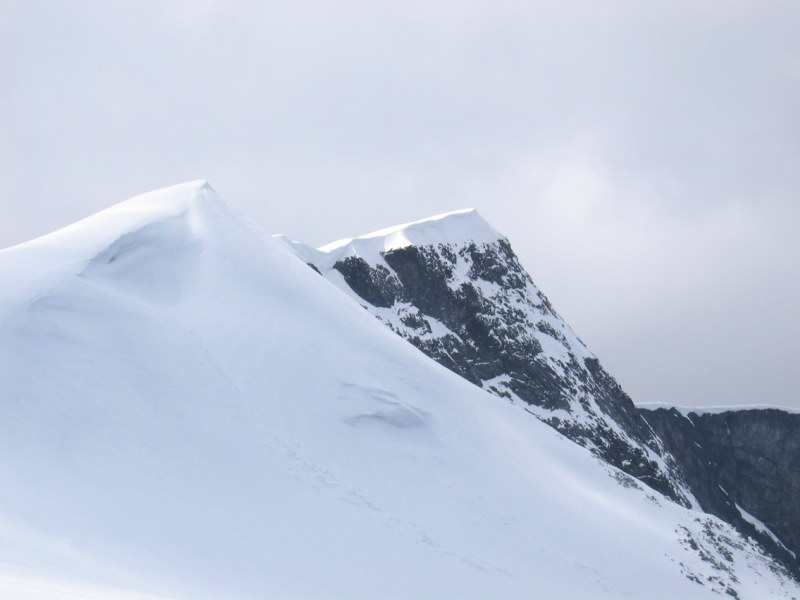
Glittertind

Delle dodici vette più elevate della Scandinavia, undici sono situate nella contea di Innlandet, in Norvegia. La dodicesima si eleva nella contea di Vestland. In Norvegia ci sono ben 83 cime che raggiungono o superano i 2.200 m s.l.m.
| Pos. | Montagna                     | Altezza | Contea               | Sezione        |
| ---- | ---------------------------- | ------- | -------------------- | -------------- |
| 1    | Galdhøpiggen                 | 2 469 m | Innlandet            | E2 Jotunheimen |
| 2    | Glittertind                  | 2 464 m | Innlandet            | E2 Jotunheimen |
| 3    | Store Skagastølstind         | 2 405 m | Vestland e Innlandet | E2 Jotunheimen |
| 4    | Store Styggedalstinden est   | 2 387 m | Innlandet            | E2 Jotunheimen |
| 5    | Store Styggedalstinden ovest | 2 383 m | Innlandet            | E2 Jotunheimen |
| 6    | Skarstind                    | 2 373 m | Innlandet            | E2 Jotunheimen |
| 7    | Vesle Galdhøpiggen           | 2 369 m | Innlandet            | E2 Jotunheimen |
| 8    | Surtningssue                 | 2 368 m | Innlandet            | E2 Jotunheimen |
| 9    | Store Memurutinden ovest     | 2 364 m | Innlandet            | E2 Jotunheimen |
| 10   | Store Memurutinden est       | 2 363 m | Innlandet            | E2 Jotunheimen |

## Rilievi maggiori in Svezia

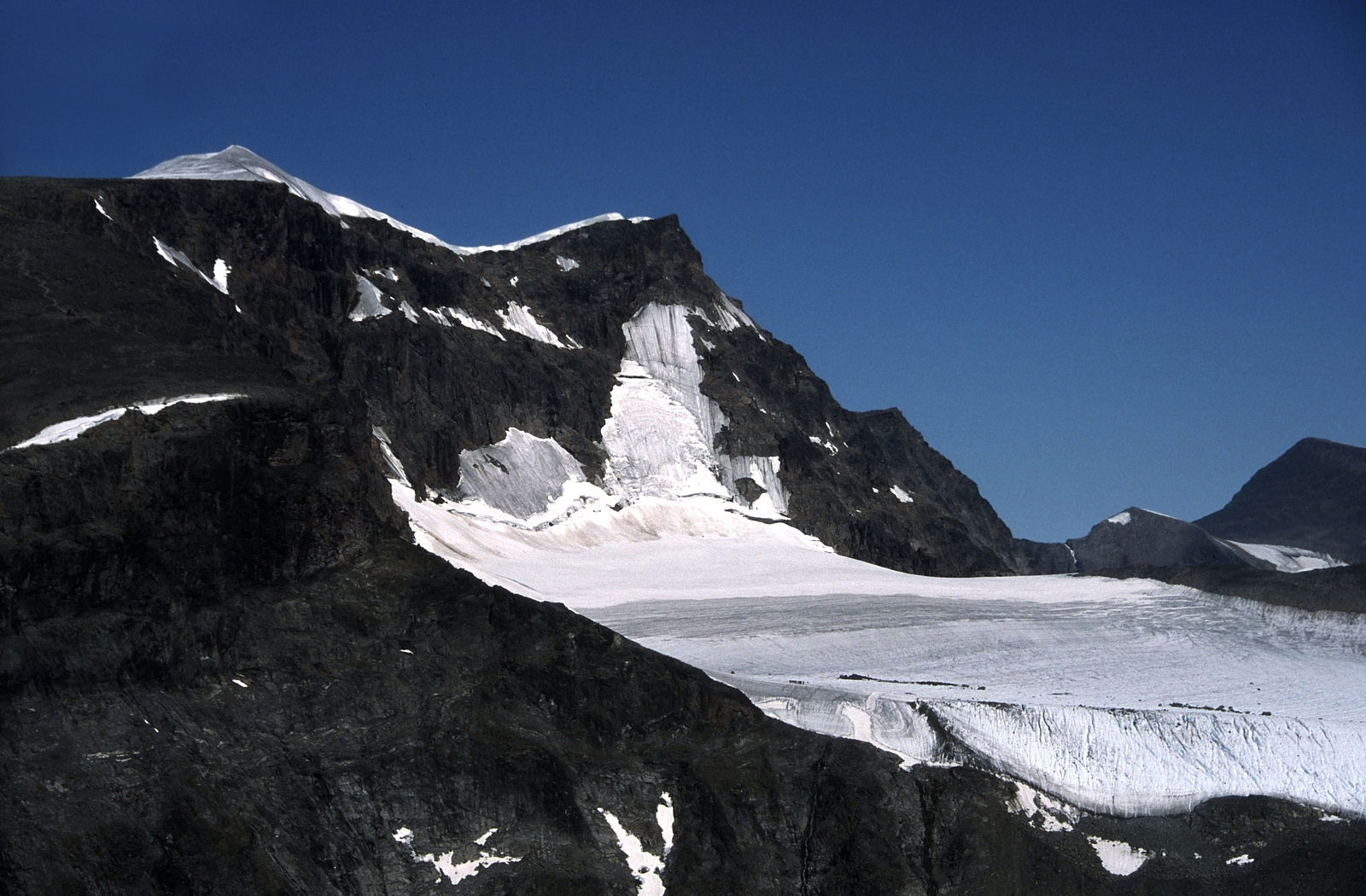
uIl Kebnekaise visto dal Tuolpagorni, in Svezia.

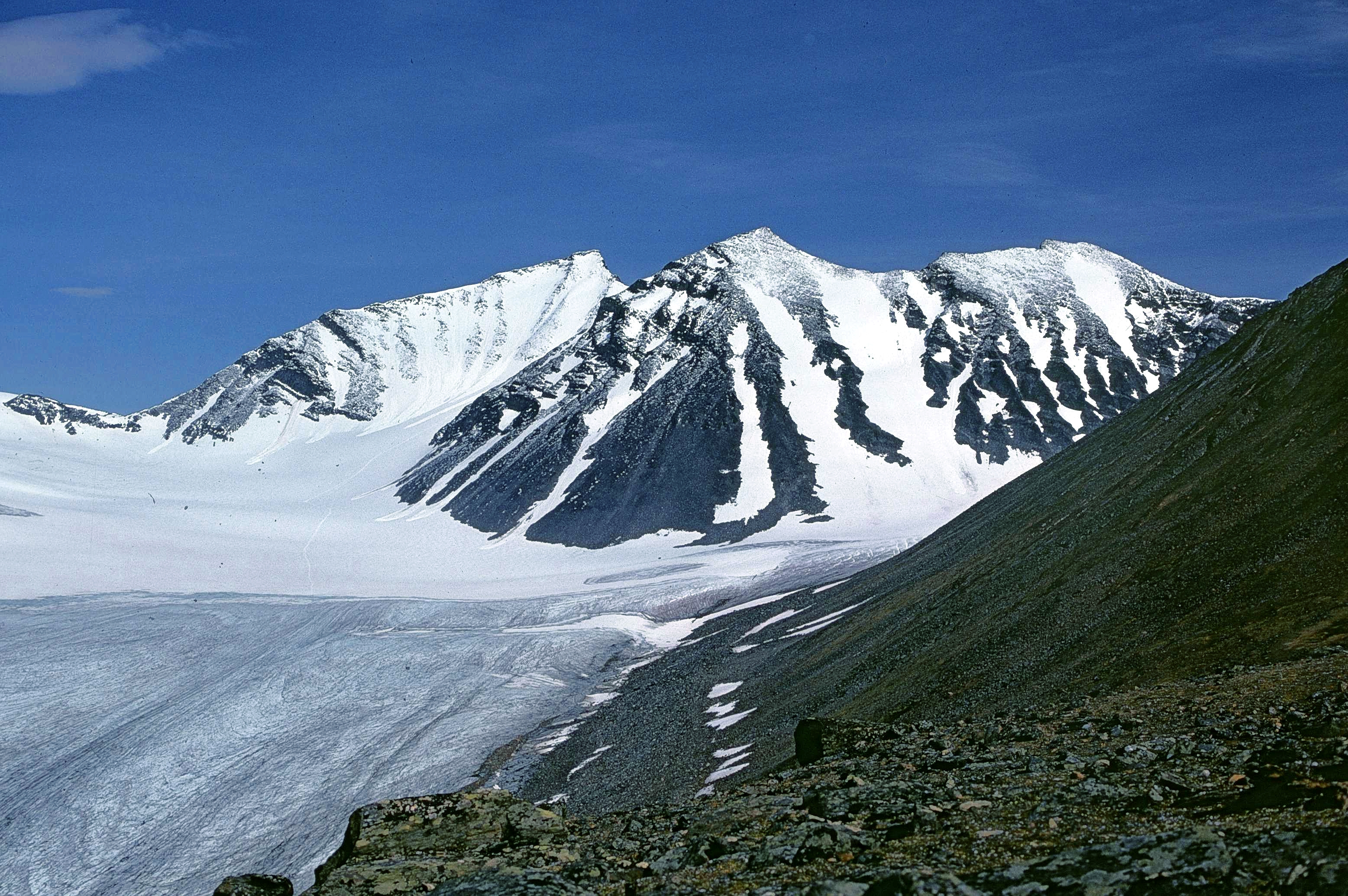
Sarektjåkkå

Ci sono dodici o tredici vette in Svezia che superano i 2000 metri, a seconda di come si definisce una vetta. Otto di esse si trovano nel Parco nazionale Sarek, mentre altre quattro di esse si localizzano nella regione ancora più settentrionale di Kebnekaise.
| Pos. | Montagna                | Altezza | Provincia        | Sezione                         |
| ---- | ----------------------- | ------- | ---------------- | ------------------------------- |
| 1    | Kebnekaise Sydtoppen    | 2 103 m | Lapponia svedese | A1 Kebnekaise                   |
| 2    | Kebnekaise Nordtoppen   | 2 097 m | Lapponia svedese | A1 Kebnekaise                   |
| 3    | Sarektjåkkå Stortoppen  | 2 089 m | Lapponia svedese | A2 Sarek                        |
| 4    | Kaskasatjåkka           | 2 076 m | Lapponia svedese | A1 Kebnekaise                   |
| 5    | Sarektjåkka Nordtoppen  | 2 056 m | Lapponia svedese | A2 Sarek                        |
| 6    | Kaskasapakte            | 2 043 m | Lapponia svedese | A1 Kebnekaise                   |
| 7    | Sarektjåkka Sydtoppen   | 2 023 m | Lapponia svedese | A2 Sarek                        |
| 8    | Akka Stortoppen         | 2 016 m | Lapponia svedese | A3 Padjelanta e Stora Sjöfallet |
| 9    | Akka Nordvästtoppen     | 2 010 m | Lapponia svedese | A3 Padjelanta e Stora Sjöfallet |
| 10   | Sarektjåkka Buchttoppen | 2 010 m | Lapponia svedese | A2 Sarek                        |
| 11   | Pårtetjåkkå             | 2 005 m | Lapponia svedese | A2 Sarek                        |
| 12   | Palkattjåkkå            | 2 002 m | Lapponia svedese | A2 Sarek                        |

Altri rilievi svedesi della catena noti a sciatori, rocciatori ed escursionisti:
- Sulitelma 1.860 m (Lapponia)
- Helagsfjället 1.796 m (Härjedalen)
- Norra Storfjället 1.767 m (Lapponia)
- Templet 1.728 m (Jämtland)
- Lillsylen 1.704 m (Jämtland)
- Åreskutan 1.420 m (Jämtland)
- Storvätteshogna 1.204 m (Dalarna)
- Molnet 1.191 m (Dalarna)

## Rilievi maggiori in Finlandia
Non vi è nessuna vetta in Finlandia che raggiunga o si avvicini ai 2000 metri. La catena montuosa infatti sfiora solamente l'estrema a parte settentrionale della Lapponia in prossimità del confine con la Norvegia, dove raggiunge un rilievo di altitudine massimo di 1328 metri.

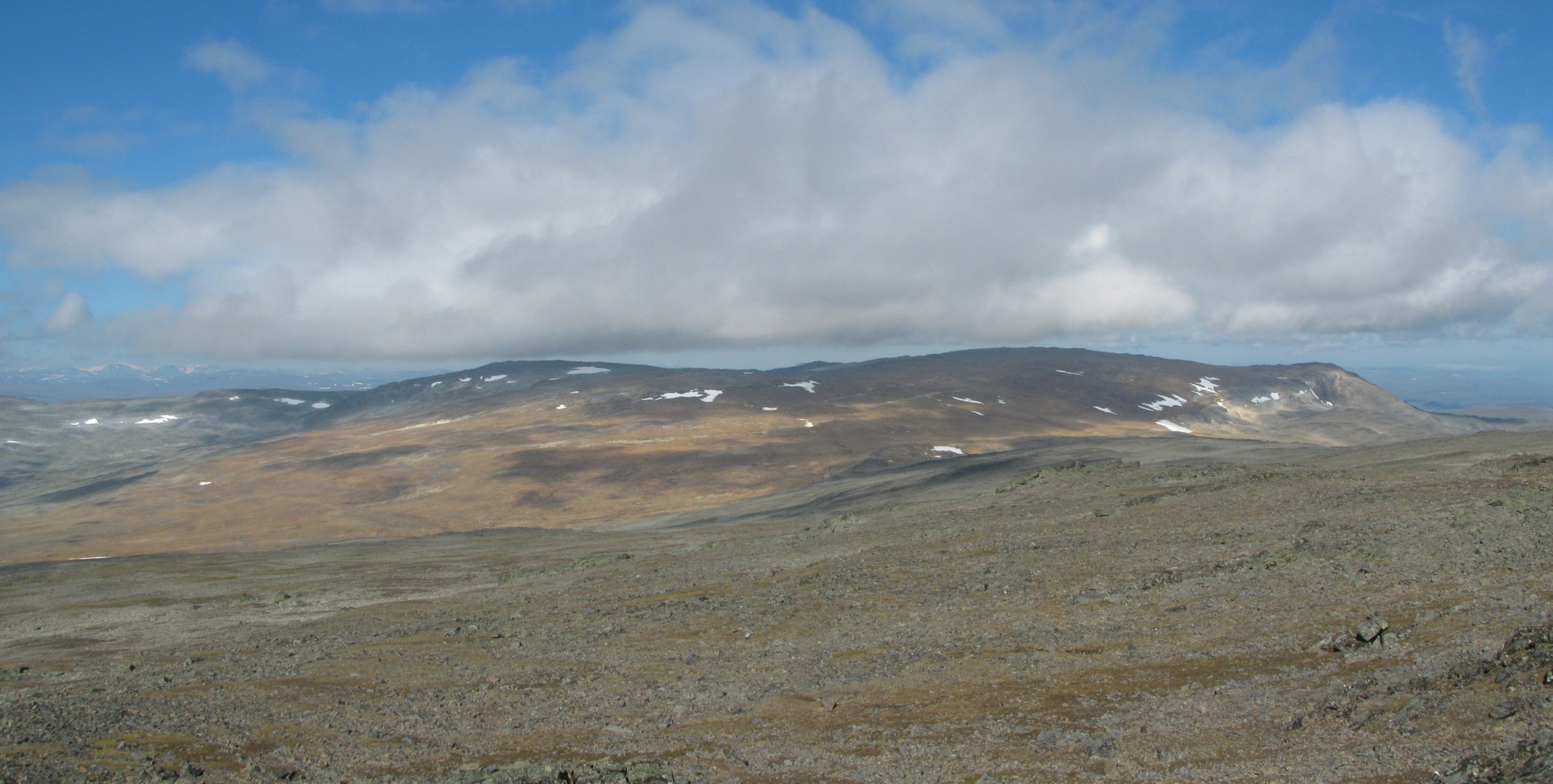
Halti

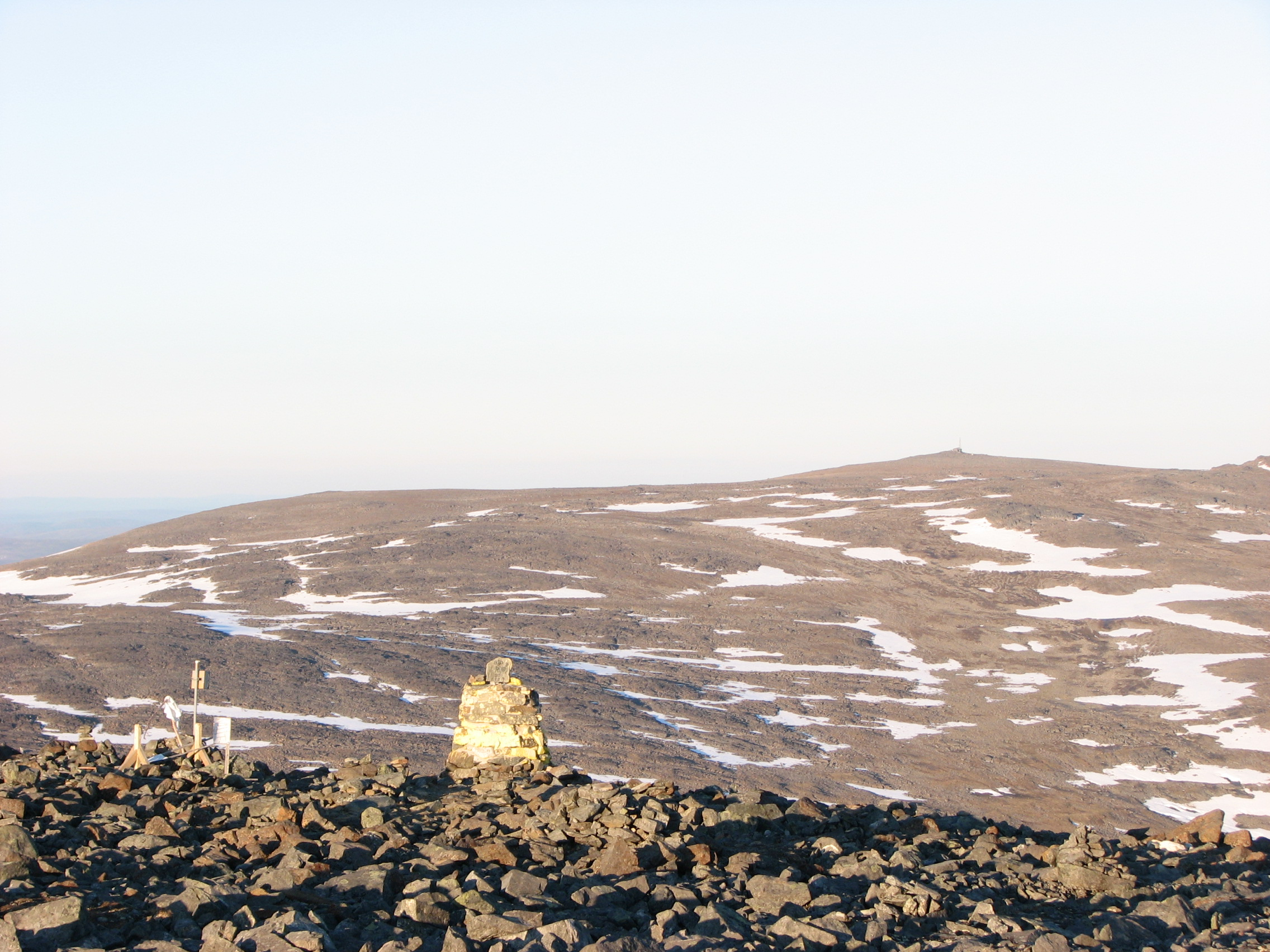
Ridnitšohkka

| Pos. | Montagna       | Altezza | Regione           | Sezione         |
| ---- | -------------- | ------- | ----------------- | --------------- |
| 1    | Halti          | 1 328 m | Lapponia/Finnmark | B1 Estremo Nord |
| 2    | Ridnitšohkka   | 1 317 m | Lapponia          | B1 Estremo Nord |
| 3    | Kiedditsohkka  | 1 280 m | Lapponia          | B1 Estremo Nord |
| 4    | Kovddoskaisi   | 1 240 m | Lapponia          | B1 Estremo Nord |
| 5    | Ruvdnaoaivi    | 1 239 m | Lapponia          | B1 Estremo Nord |
| 6    | Loassonibba    | 1 180 m | Lapponia          | B1 Estremo Nord |
| 7    | Urtasvaara     | 1 150 m | Lapponia          | B1 Estremo Nord |
| 8    | Kahperusvaarat | 1 144 m | Lapponia          | B1 Estremo Nord |
| 9    | Aldorassa      | 1 130 m | Lapponia          | B1 Estremo Nord |
| 10   | Kieddoaivi     | 1 100 m | Lapponia          | B1 Estremo Nord |

## Galleria d'immagini

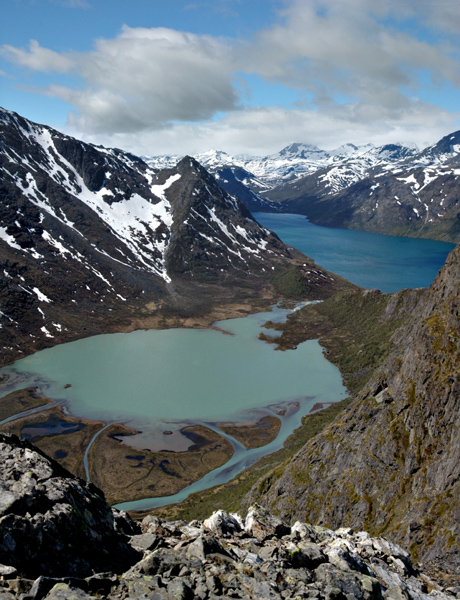
Jotunheimen con le più alte montagne della Scandinavia.
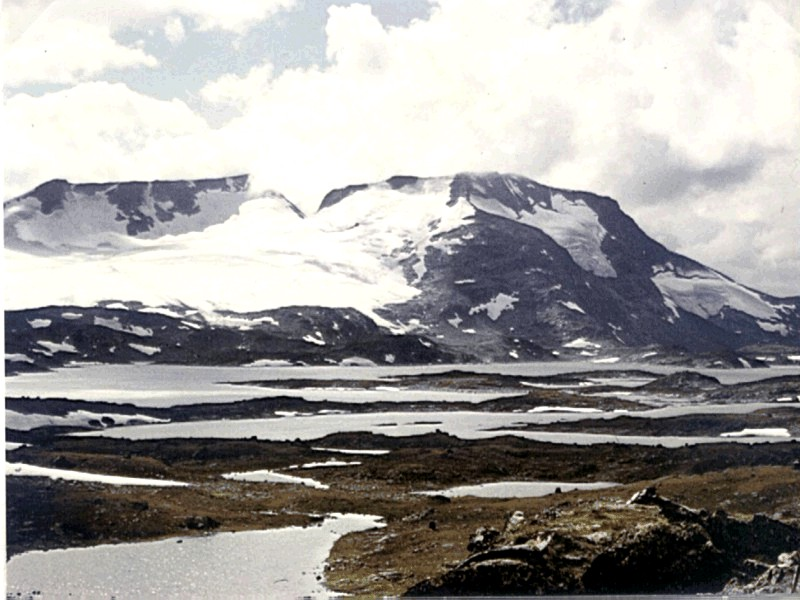
Fannaråki (sinistra) e Steindalsnosi (destra).
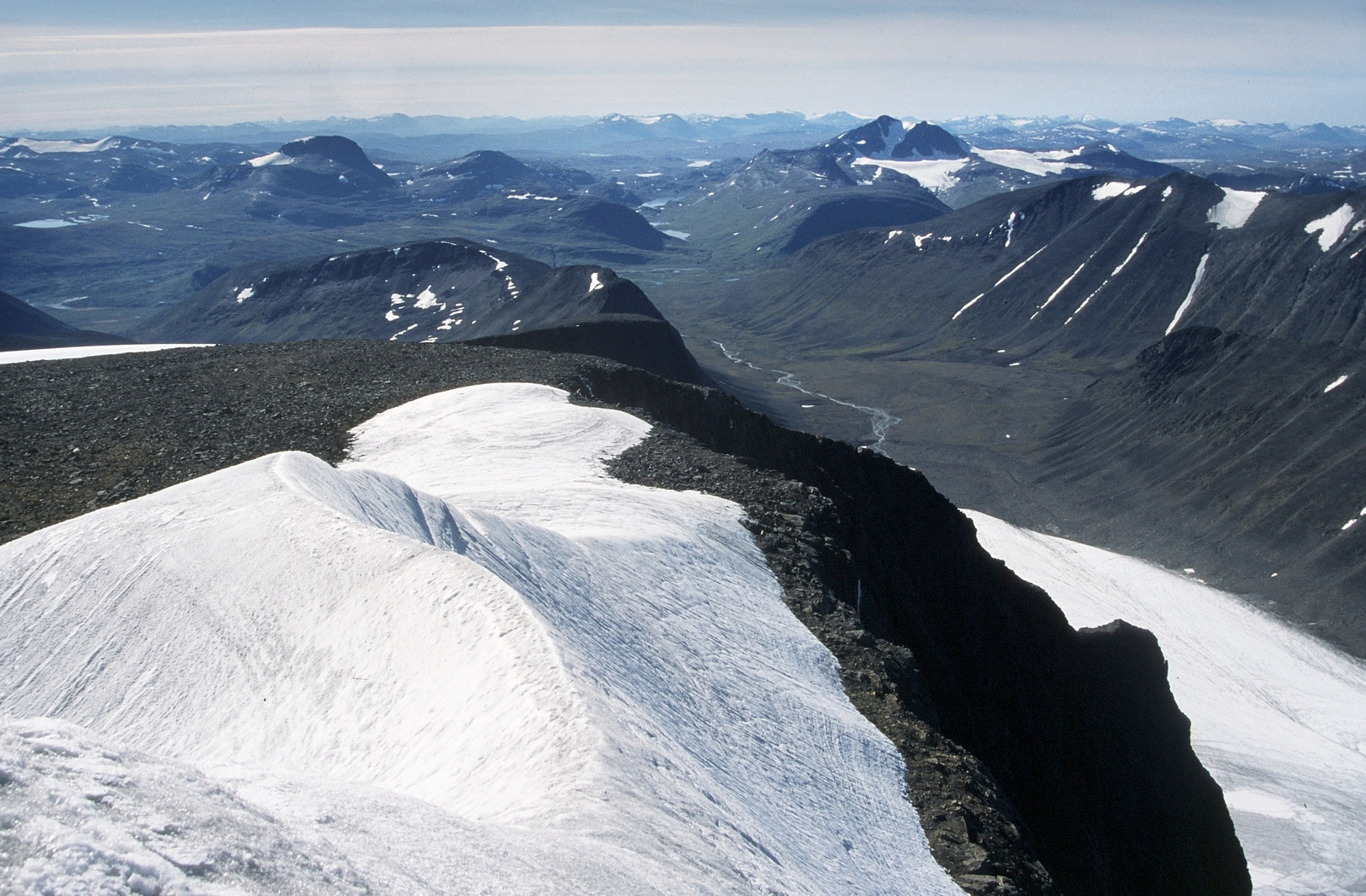
Kebnekaise (2111 m), visto da Sydtoppen, Lapponia (Svezia).